# Hyrule Warriors
Hyrule Warriors (ZELDA 無双, Zelda Musō, «guerrers Zelda» en japonés) és un videojoc d'estil hack and Slash desenvolupat per Team Ninja i Omega Force, desenvolupadors de la saga Dynasty Warriors en col·laboració amb Nintendo SPD. El joc, publicat per Koei Tecmo i Nintendo, junta la jugabilitat de Dynasty Warriors amb els personatges i mons de The Legend Of Zelda. N'hi han sengles versions del joc per a Wii U, 3DS i Nintendo Switch. És un dels jocs més venuts de la Wii U.

## Personatges
En aquest joc hi ha una gran varietat de personatges, la majoria aliats i enemics de la saga.

### Aliats

#### Link, l'heroi
Link (リンク, Rinku), és el personatge principal de la saga The Legend Of Zelda. En aquest joc és un cavaller de Hyrule, món fantàstic d'aquesta saga. Ell posseeix la Triforça del Coratge, un poder sobrenatural que van crear les deesses Din, Farore i Nayru. Posseeix diverses armes. La més important i que ha marcat aquest personatge durant la saga és la Master Sword (Espasa Mestra), una espasa capaç de repel·lir el mal. Però abans d'aconseguir aquesta haurà de lluitar amb l'espasa Hyliana, l'espasa que obtenen tots els cavallers de Hyrule. Podrà lluitar amb altres armes, com per exemple la Magic Rod (vara màgica), un objecte que ja va aparèixer a la saga. Aquest permet treure foc de la punta de la vara. La primera aparició del Magic Rod, anomenat Fire Rod en aquest joc, és The Legend of Zelda: A Link To The Past. L'últim objecte que s'ha confirmat ha sigut el Gauntlet (Guantellet), un objecte que et dona una força extraordinària i et permet agafar una bola amb punxes que ja va aparèixer en el joc The Legend Of Zelda: Twilight Princess.
A part d'objectes, pots invocar la Gran Fada dels jocs The Legend Of Zelda: Ocarina Of Time i The Legend Of Zelda: Majora's Mask perquè t'ajudi a combatre els enemics.

#### Zelda, la princesa de Hyrule
La princesa Zelda (プリンセス ゼルダ, Purinsesu Zelda), també és un dels personatges principals de la saga. Aquesta és la princesa de Hyrule i amiga de la infància d'en Link, però aquests hauran d'anar a la guerra per combatre a Shia, l'antagonista d'aquest joc. Zelda mana sobre l'exèrcit Hylià, però en algun punt de la història s'amaga sota el rostre d'en Sheik, el guerrer Sheikah. Ella pot lluitar amb un floret i amb la Batuta dels vents, un objecte del joc The Legend Of Zelda: Wind Waker. Aquest últim pot manejar el vent, però curiosament, en el joc mai es va utilitzar per fer mal a algú (excepte algun que altre "glitch" que permetien matar a en link, protagonista d'aquell joc). En aquest joc permet crear remolins de vent per expulsar els enemics pels aires.

#### Sheik, el guerrer sheikah
Sheik (シーク, Shīku), és l'altra cara de la princesa Zelda, disfressada així per la seva mainadera Impa, la qual en aquest joc és la capitana de les forces Hylianes. Sheik es fa passar per un sheikah, una raça gairebé extinta a Hyrule que té gairebé aspecte humà, però normalment van vestits de forma semblant a ninjes, es porten com ells i saben gairebé tots els secrets de l'antic Hyrule, ja que ells havien custodiat la prèviament anomenada Triforça.
En Sheik utilitza d'arma una arpa que ja va sortir al joc The Legend Of Zelda: Skyward Sword, amb la qual pot acabar amb els enemics tocant les cançons de The Legend Of Zelda: Ocarina of Time, com el "Bolero" de foc, preludi de la llum, la cançó de les tempestes, etc. També utilitza dagues i bombes de fum.

#### Impa, la capitana de Hyrule
Impa (インパ, Inpa), altre personatge de la saga Zelda, és probablement l'últim sheikah que queda a Hyrule. És gran amiga de la princesa Zelda, a part de la seva mainadera. És la capitana de l'exèrcit reial de Hyrule, i el seu estil de combat es basa en la utilització d'una arma anomenada nagitana que li permet fer atacs de foc i una gran espasa més enfocada a atacs d'aigua. No se sap gaire més d'aquest personatge degut al misteri que envolta als sheikah.

#### Lana, la bruixa blanca
Lana (ラナ, Rana) és nou personatge creat exclusivament per aquest joc. Gairebé no se sap res sobre aquest personatge, encara que han avançat bastant les seves armes, habilitats en combat i un xic la seva història. És la mitja part de l'antagonista, Shia. Té tres tipus d'armes, les quals són: un llibre màgic, un pal Deku i una porta d'invocació. El primer li permet fer encanteris, el segon utilitzar el poder del Gran Arbre Deku i els seus fills per atacar als enemics i el tercer l'utilitza per invocar els cuccos, un animal molt comú en la saga Zelda.

#### Darunia, el cap dels goron
Darunia (ダルニア, Darunia) és el cap dels goron, i té una força extraordinària, inclús entre els seus. és un personatge de The Legend Of Zelda: Ocarina Of Time. Sempre té un aspecte sever, encara que li agrada molt la música i la dansa. Ataca utilitzant la força bruta, rodant i utilitzant el seu martell gegant, que li permet produir atacs de foc.

#### Ruto, la princesa zora
Ruto (ルト, Ruto) és un altre personatge de The Legend Of Zelda: Ocarina Of Time, la qual és la princesa dels zora, una raça de sers humanoides que viuen al Llac Hylia. Aquests poden respirar sota l'aigua. Ruto, filla del Rei Zora XVI, és la sabia de l'aigua, i pot utilitzar-la en el seu favor, atacant els enemics amb aquesta. Amb el poder de l'escama Zora, pot crear dolls i peixos d'aigua per danyar els seus contrincants.

#### Midna, la princesa del Crepuscle
Midna (ミドナ, Midona) és la princesa dels Twili, una raça d'humanoides que van ser desterrats de Hyrule ja fa temps pel fet que els seus avantpassats van utilitzar màgia negra per crear l'Ombra Fosa i apoderar-se de la Triforça. Midna va ajudar a en Link a matar a en Zant i en Ganondorf, ja que entre els dos van apoderar-se del seu poble i gairebé destrueixen Hyrule. Segons els fets ocorreguts a Twilight Princess Zant va reduir el poder de Midna gràcies a l'Ombra Fosa i a més va treure-li la seva forma original. Curiosament, en aquest joc altra vegada la té. Utilitza com a arma uns twili similars a Link llop, a més de les parts de l'Ombra Fosa.

#### Marieta, la princesa dels insectes?
Marieta (アゲハ, Ageha) és l'autoproclamada princesa dels insectes. És una nena de 10 anys que li encanten els insectes, amb una debilitat especial pels insectes daurats, una varietat d'insectes que Link ha de buscar en el joc The Legend Of Zelda: Twilight Princess. En aquest joc lluita invocant insectes gegants i donant cops amb el seu para-sol.

#### Fay, l'espasa de la deessa
Fay (ファイ, Fai) és l'esperit de l'Espasa Mestra, creada per la deessa Hylia ja fa temps, inclús abans dels fets del joc Skyward Sword, el més antic de la cronologia. En aquest joc Fay ajuda a Link a forjar l'Espasa Mestra per combatre el Missatger de la Mort. Té una forma de parlar molt mecànica, amb una gran quantitat de percentatges.
En aquest joc ataca als enemics amb les Flames Sagrades, amb una flor lluminosa que apareixia al tocar la Lira de la Deessa per entrar als Judicis de l'esperit, a més de transformar-se en l'Espasa Divina (el pas anterior abans de l'Espasa Mestra).